# Lipska Karczma
Lipska Karczma – osada wsi Cieciorka, mała osada kociewska, w Polsce, położona w województwie pomorskim, w powiecie starogardzkim, w gminie Kaliska i stanowi część składową sołectwa Cieciorka.
W latach 1975–1998 miejscowość położona była w województwie gdańskim.